# Морозов, Сергей Сергеевич (легкоатлет)
Серге́й Серге́евич Моро́зов (21 марта 1988, Саранск) — российский легкоатлет, специализировавшийся в спортивной ходьбе. Обладатель незарегистрированного IAAF мирового рекорда в ходьбе на 20 км.

## Карьера
Сергей Морозов родился в Саранске в 1988 году и начал заниматься спортивной ходьбой в группе Виктора Чегина.
В 2005 году он выиграл первенство России в юниорском разряде, а чуть позднее выиграл юношеский чемпионат мира в ходьбе на 10 километров.
В 2007 году Морозов выиграл молодёжный чемпионат Европы в Голландии. В том же году он дебютировал во взрослых соревнованиях, стартовав в Саранске на финале мировой серии по спортивной ходьбе, но не смог финишировать.
В июне 2008 года на чемпионате России Морозов выиграл дистанцию 20 км, установив мировой рекорд 1:16:43. Из-за того, что на этих соревнованиях не было допинг-контроля этот результат не был ратифицирован международной федерацией легкой атлетики. Перед Олимпиадой в Пекине Морозов считался одним из фаворитов, но неожиданно не приехал на Игры. Практически в то же время в его допинг-пробе были обнаружены следы эритропоэтина и Морозов был дисквалифицирован на два года (до сентября 2010 года).
После отбытия дисквалификации спортсмен вернулся в соревнования. На зимнем чемпионате России он стал вторым за Владимиром Канайкиным, а летом стал чемпионом страны. Этот успех позволил Морозову попасть в состав сборной на мировое первенство 2011 года, где он занял 12-е место, став худшим из россиян.
В декабре 2012 года в биологическом паспорте Морозова были выявлены абнормальные гематологические показатели, на основании чего он получил пожизненную дисквалификацию, а все его результаты начиная с февраля 2011 года были аннулированы (включая и результат чемпионата мира 2011 года).